# 山亭镇
山亭镇（/ɬan˨˩ tɛŋ˩˧/）是中国福建省莆田市秀屿区下辖的一个镇。历史上，山亭镇是忠门镇的管辖范围，随着经济发展与人口流动，现如今山亭镇是北岸经济开发区的重要组成部分。此外，妈祖健康城项目于2019 年落座于山亭镇

## 历史沿革
1997年10月27日，忠门镇行政区划进行调整，并增设山亭乡、东埔乡和月塘乡。2010年，山亭乡改山亭镇。

## 行政区划
山亭镇下辖5个居委会及10个行政村：
山亭社区、利山社区、西前社区、东仙社区、文甲社区、西乌垞村、东乌垞村、新乌垞村、山柄村、东店村、西埔村、西埔口村、蒋山村、港里村和莆禧村。